# عقوبة الإعدام في إندونيسيا
عقوبة الإعدام في إندونيسيا هي عقوبة قانونية نظامية داخل الأراضي الإندونيسية. على الرغم من أن عقوبة الإعدام لا تُنفذ إلا في بعض الأحيان في الحالات الخطيرة للقتل العمد، إلا أنها تطبق بانتظام على بعض تجار المخدرات.

## التاريخ
على الرغم من وجود عقوبة الإعدام كعقوبة منذ نشأة جمهورية إندونيسيا، إلا أنه لم يتم تنفيذ الإعدام القضائي الأول حتى عام 1973. لا تصدر الحكومة الإندونيسية إحصائيات مفصلة حول كل شخص يواجه عقوبة الإعدام في البلاد. يعرقل البحث عن أرقام دقيقة بسرية الدولة السائدة بشأن عقوبة الإعدام. يُعتقد أن هناك حوالي 130 شخصًا إندونيسيًا وأجنبيًا محكوم عليهم حاليًا بالإعدام اعتبارًا من 2013 في إندونيسيا. يتم إصدار حوالي عشرة أحكام جديدة بالإعدام سنويًا، على الرغم من أن عمليات الإعدام نادرة. ينتظر العديد من السجناء الذين ينتظرون الإعدام عشر سنوات أو أكثر. نُفِّذت أربع عمليات إعدام في 2013 وهي الأولى منذ 2008. وفي 2014 لم تُنفذ أي إعدامات. في يناير 2015 تم إطلاق النار على ستة أشخاص من بينهم هولندي وبرازيلي وفيتنامي ومالاوي ونيجيري بتهم تتعلق بالمخدرات. في أبريل 2015 تم إعدام ثمانية رجال آخرين، من بينهم عدة مواطنين نيجيريين وبرازيلي واثنان أستراليان بتهمة تهريب المخدرات. لم تكن هناك عمليات إعدام في 2017 و2018 ولم يتم تحديد موعد لتنفيذ أي منها لعام 2019، ربما نتيجة لانتقادات دولية شديدة وواسعة النطاق كان على الحكومة الإندونيسية مواجهتها لتنفيذ عمليات الإعدام الأخيرة. وقد صرح الرئيس جوكووي منذ ذلك الحين أنه منفتح الآن على إعادة العمل بوقف رسمي لعقوبة الإعدام. يشار إلى إندونيسيا على أنها «مناصرة قوية ضد عقوبة الإعدام لمواطنيها في الخارج».

## إجراء قانوني
يقضي السجناء في كثير من الأحيان وقتا طويلا في السجن قبل تنفيذ الحكم الصادر عليهم أخيرا. عادة ما يتم استنفاد استئنافهم النهائي من خلال محكمة الموضوع، ومحكمتي استئناف، والنظر في الرأفة من قبل الرئيس. يتم إخطار السجناء وأسرهم قبل 72 ساعة من إعدامهم المنتظر. عادة ما يتم نقلهم إلى جزيرة نوسا كامبانجان. يتم إيقاظهم في منتصف الليل ويتم نقلهم إلى مكان بعيد (وغير معلوم) ويتم إعدامهم رمياً بالرصاص. لم تتغير الطريقة منذ عام 1964. يذكر السجين طلبه النهائي الذي يجوز للمدعي العام أن يمنحه متى رأى ذلك ممكناً ولا يعيق عملية الإعدام.
السجين معصوب العينين يقود إلى منطقة عشبية حيث يكون لديهم خيار الجلوس أو الوقوف. يطلق الجنود المسلحون النار على السجين من مسافة تتراوح بين خمسة وعشرة أمتار، صوب القلب. ثلاث رصاصات حية فقط وبقية النيران فارغة. إذا نجى السجين من الطلقة، على القائد أن يطلق النار على السجين في رأسه بسلاحه الخاص. يتم تكرار الإجراء حتى يؤكد الطبيب عدم وجود أي علامات على الحياة.

## الدستورية
في عام 2007 أيدت المحكمة الدستورية الإندونيسية دستورية عقوبة الإعدام في قضايا المخدرات بتصويت ستة إلى ثلاثة. وقد رفعت القضية من قبل السجناء المحكوم عليهم بالإعدام بتهمة جرائم المخدرات، بما في ذلك بعض من أفراد ما يسمى بالي تسعة، وهم مجموعة من المواطنين الأستراليين المحكوم عليهم بالسجن وعقوبة الإعدام بتهريب المخدرات في بالي في عام 2005.